# Zbrojníky
Zbrojníky (in ungherese Kétfegyvernek) è un comune della Slovacchia facente parte del distretto di Levice, nella regione di Nitra.